# マシュメロ
マシュメロ（英:Marshmello、本名:Christopher Comstock 1992年5月19日 - ）は、アメリカ合衆国の音楽プロデューサー、トラックメイカー、作曲家、編曲家の音楽アーティスト兼DJ。「Alone」「Silence」「Wolves」「Happier」「Friends」といった楽曲で有名。
2016年1月、デビューシングル「Keep It Mello」を収録したデビューアルバム「Joytime」をリリース。同年5月にリリースしたセカンドシングル「Alone」は、Billboard Hot 100で60位を記録し、アメリカおよびカナダでプラチナ認定を受けた。2017年8月にリリースしたR&B歌手カリードとの楽曲「Silence」は、8か国でプラチナ認定を受けるヒットとなり、同年10月にリリースしたセレーナ・ゴメスとの楽曲「Wolves」も、200万部を売り上げるヒットとなり、RIAAよりダブルプラチナ認定を受けた。
2018年2月にリリースしたイギリスの歌手アン・マリーとの楽曲「FRIENDS」は、全米チャートで11位、全英チャートで4位を記録。同年8月にリリースしたイギリスのバンド、バスティルとの楽曲「Happier」は全米、全英チャートでともに2位を記録している。マシュメロは12か月で約4000万ドル（日本円で約43億円）を稼いだとされ、Forbesによる「2019年に世界で最も稼いだDJランキング」で2位を獲得した。
2019年2月に、世界的に有名なコンピューターゲーム、フォートナイト上でバーチャルライブを行い、爆発的に知名度を獲得した。ライブ内では、マシュメロが制作した楽曲が多く使用され、多くのプレイヤーが参加した。マシュメロはこのライブの後、自身のTwitter(現在の名前はX)に、「僕らは歴史を作った！」と投稿している。
2021年6月にリリースしたアルバム、「Shockwave」は、第64回グラミー賞にノミネートされ、avex社と共に、日本で初めてCD化した。

## 来歴

### 2015年 - 2017年：初期のキャリア
2015年3月3日、音声ファイル共有サービス・SoundCloudに初のオリジナル曲「Wavez」を投稿し、マシュメロとしての活動を開始する。その後も短期間で多くの楽曲を投稿し、同年6月17日に投稿した、2人組DJユニットJack Üの楽曲「Where Are Ü Now」のリミックスがヒットしたことで、Jack ÜのメンバーであるSkrillexの目に留まり、共同制作を行うようになる。これが転機となり、さまざまな音楽イベントでパフォーマンス依頼を受け、着々とDJとしての知名度を上げていった。2016年1月には、彼が作った最初のアルバムである『Joytime』をリリース。このアルバムは10曲で構成され、中でもカナダのラッパー、オマール・リンクスをフィーチャーした「Keep It Mello」は、RIAAからゴールド認定を受け、Dance/Electronic Songsチャートで5位、US Heatseekers Albumsチャートで14位を記録した。
2016年5月、カナダのインディーズレーベルであるモンスターキャットと契約を結び、コンピレーション・アルバム『Monstercat 027 – Cataclysm』から「Alone」をリリース。マシュメロいわく、「Alone」は故郷を離れた際の心境を元に作詞しており、メロディーを含み4時間足らずで作曲したという。この曲は北米を中心にヒットし、アメリカのBillboard Hot 100で60位、カナダのCanadian Hot 100で56位を記録した。また、YouTubeに投稿されたミュージックビデオは、2024年11月時点で約25億回再生されている。

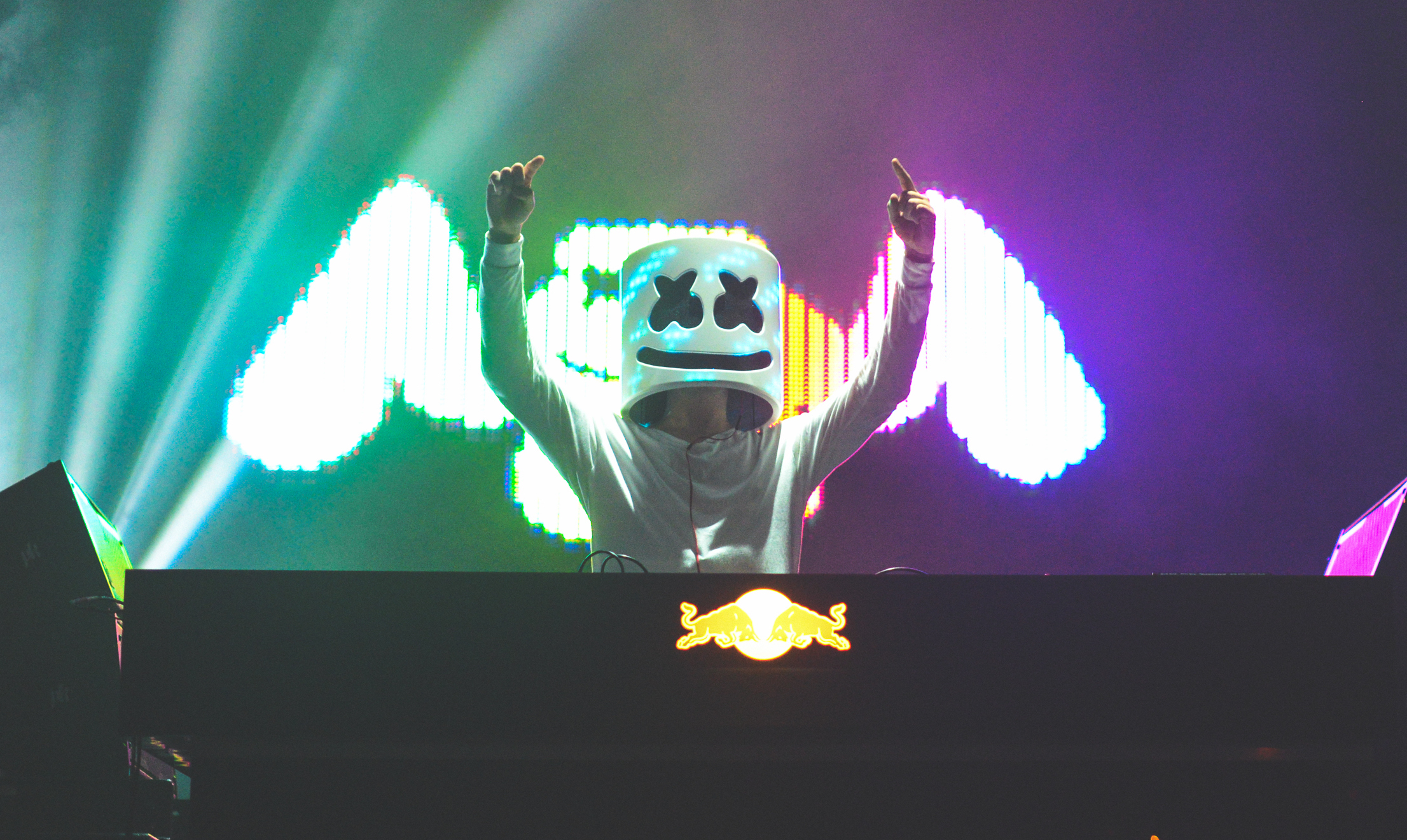
Veld Music Festival 2016

2016年8月、TwitterでRitualツアーの日程と開催国が発表され、9月下旬から1月上旬まで、アメリカ、中国、韓国、インド、パラグアイ、ドミニカ共和国の6国でツアーが行われた。このツアーで、Skrillexが設立したレーベルOWSLAからリリース予定の、アメリカの歌手レイベルをフィーチャーした新しいシングル「Ritual」が初披露された。ツアーからまもなくして、自社レーベル「Joytime Collective」を設立し、アメリカのDJ仲間であるスラッシーと契約を交わした。同レーベルにはスラッシーの他に、クランクダットや韓国系DJであるユルトロンなどの新人アーティストが所属している。
2017年2月24日、アメリカのDJオーケーとコラボした、ノア・サイラスをフィーチャーした楽曲「Chasing Colors」をリリースした。同年5月5日には3枚目のシングル「Moving On」をリリース。BillboardのKat Beinは、この曲を「マシュメロの特徴的なサウンドに倣った重いベース、そして非常にキュートなメロディーだ。」と評した。

### 2017年 - 2018年：「Silence」「Wolves」「FRIENDS」の成功

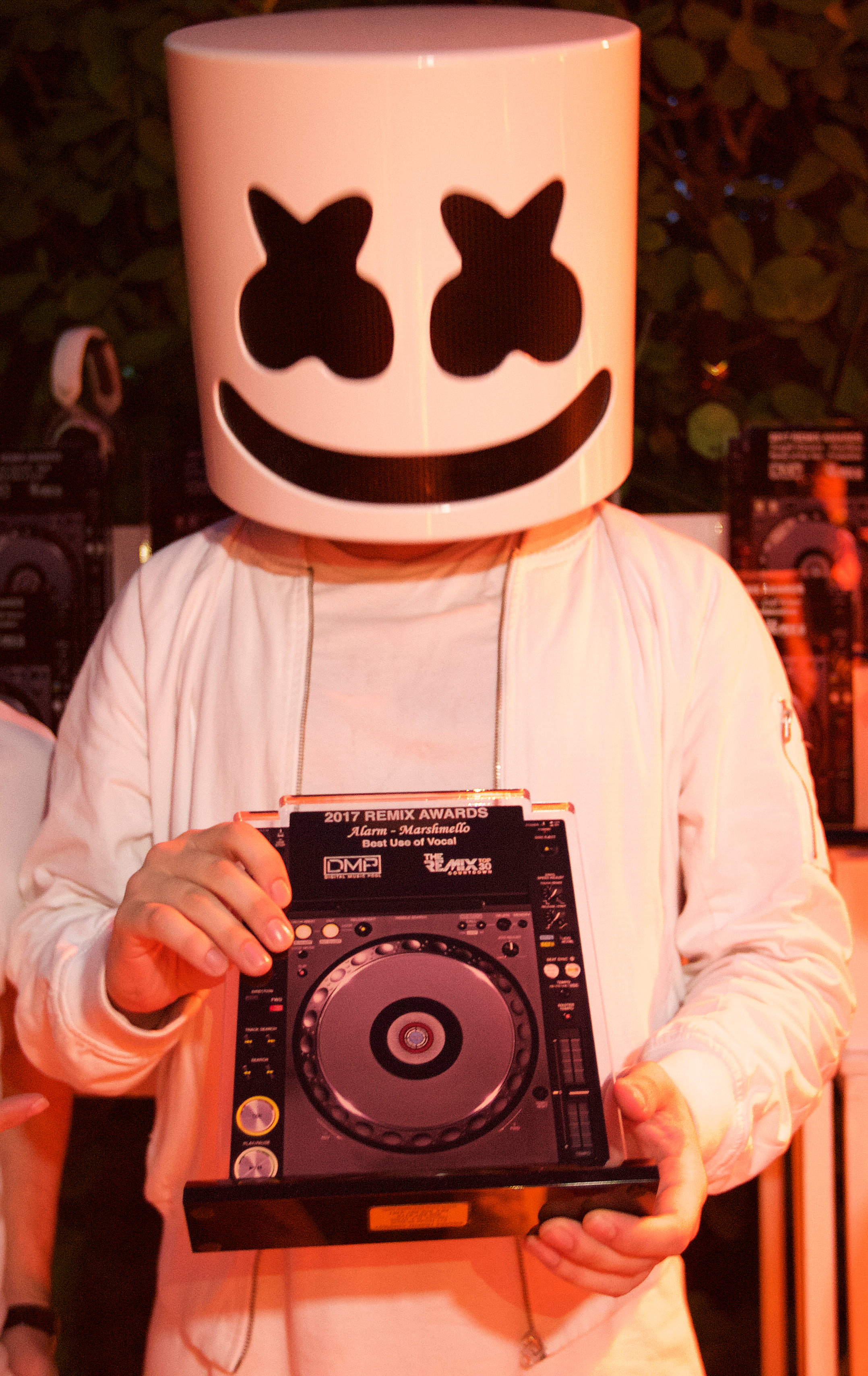
Remix Awards 2017

2017年8月11日、RCAレコードからカリードをフィーチャーしたシングル「Silence」をリリースした。この曲はオーストラリア、イギリス、アメリカのダンスチャートで1位を記録し、ドイツ、スウェーデン、ノルウェーなど15か国以上のチャートでトップ10入りを果たした。この曲は通常のマシュメロの曲と比べスローテンポで構成されており、BillboardのDavid Rishtyは「今までに積み上げてきたキャリアの中で、新たな高みへの挑戦となるダンスバラードの1曲だ。」と評した。批評家からは概ね高評価を受けたが、VICEのAlex Robert Rossは、この曲をメジャー・レイザーの「Cold Water」に少し似ているのではないかと指摘している。
2017年10月25日、インタースコープ・レコードからセレーナ・ゴメスとのコラボ曲「Wolves」をリリースした。この曲はハンガリー、ラトビア、ポーランドのチャートで1位を記録し、20か国でトップ10入りを果たした。BillboardのCaitlin Kelleyは、この曲を「アコースティックが取り入れられたEDMで、失われた1980年代のポップ・ミュージックを彷彿とさせる曲。」と評した。
2017年11月、Forbesが、マシュメロの正体が「Christopher Comstock (Dotcom)」であることを裏付ける記事を公開した。ロイヤルティーマネージャーのデータベース上で管理されている情報が、マシュメロとDotcomで同じ結果を示すことによって立証されている。マシュメロとDotcomの同一人物説は、音楽の類似性やタトゥーの位置、Skrillexがマシュメロのことを「Chris」と呼称するなどの既存の情報により長らく噂されていたが、これによりマシュメロとDotcomが同一人物であることがより一層確実なものとなった。

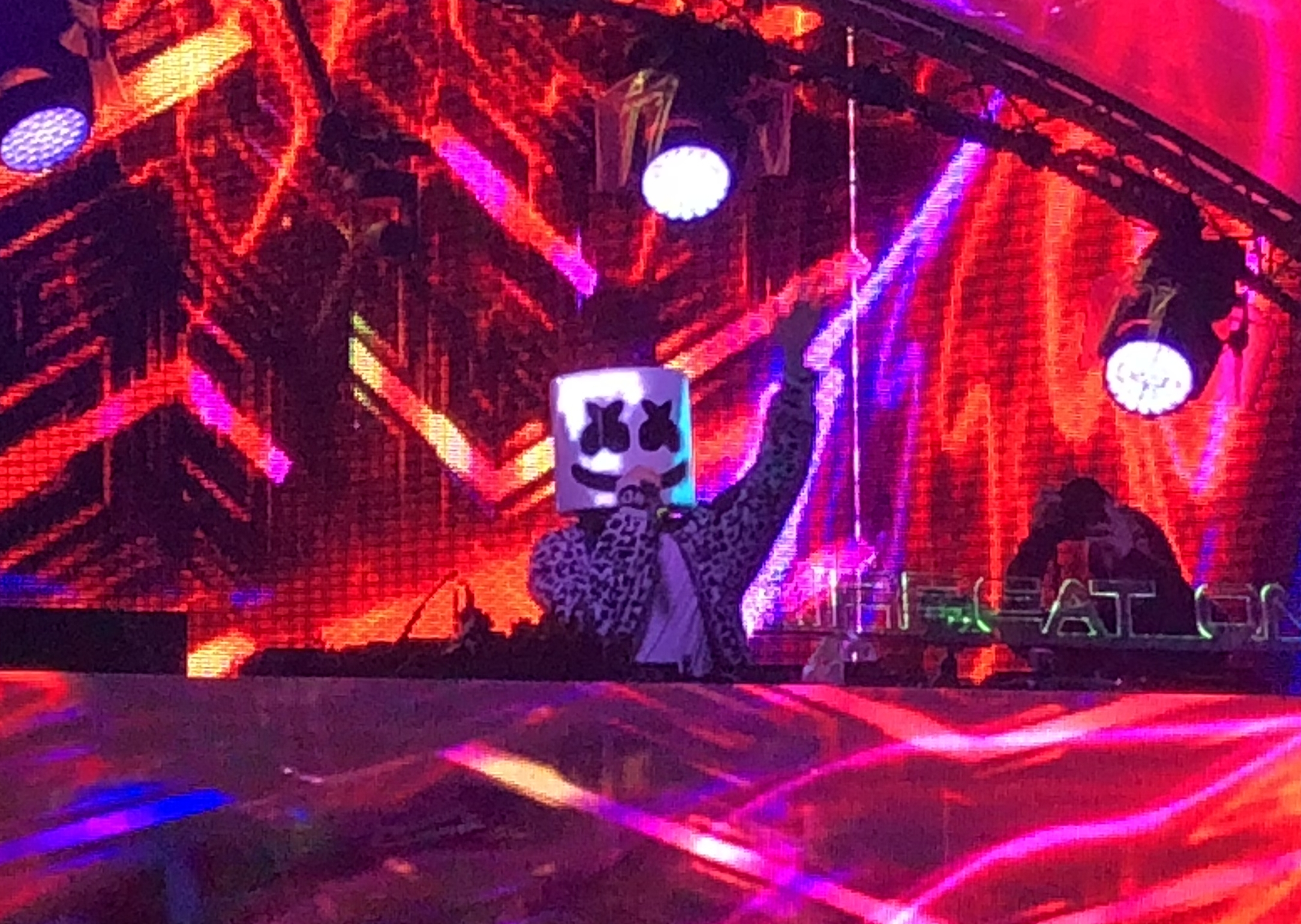
Airbeat One 2018

2018年1月12日、昨年11月に薬物の過剰摂取によって死去した、ラッパーのリル・ピープとのコラボ曲「Spotlight」をリリースした。リル・ピープの母親が、息子の未発表の制作物をできるだけ発表することを望んだ上でのリリースであった。マシュメロはのちのインタビューで「ピープは最高に良いやつだった。一緒に時を共にして、一緒に音楽について話して、一緒に作ろうとしていた曲とツアーのアイデアは本当に素晴らしいものだった。誰もが君を恋しく思っているよ。」と語っている。
2018年2月9日、イギリスの歌手アン・マリーのデビューアルバムに収録されるシングルとして、コラボ曲「FRIENDS」をリリースした。この曲はBillboard Hot 100で11位、全英シングルチャートで4位を記録し、チェコ、イスラエル、ラトビア、ルクセンブルク、マレーシア、ルーマニア、ロシア、シンガポール、スロバキアのチャートで1位を記録した。Substream MagazineのJames Shotwellは、この曲を「アン・マリーの魅惑的な歌声と調和させるため、あえてEDMから一線を外した楽曲」と評した。2018年6月22日、セカンドアルバムである「Joytime II」がリリースされた。

### 2018年 - 2022年：「Happier」「Here with Me」

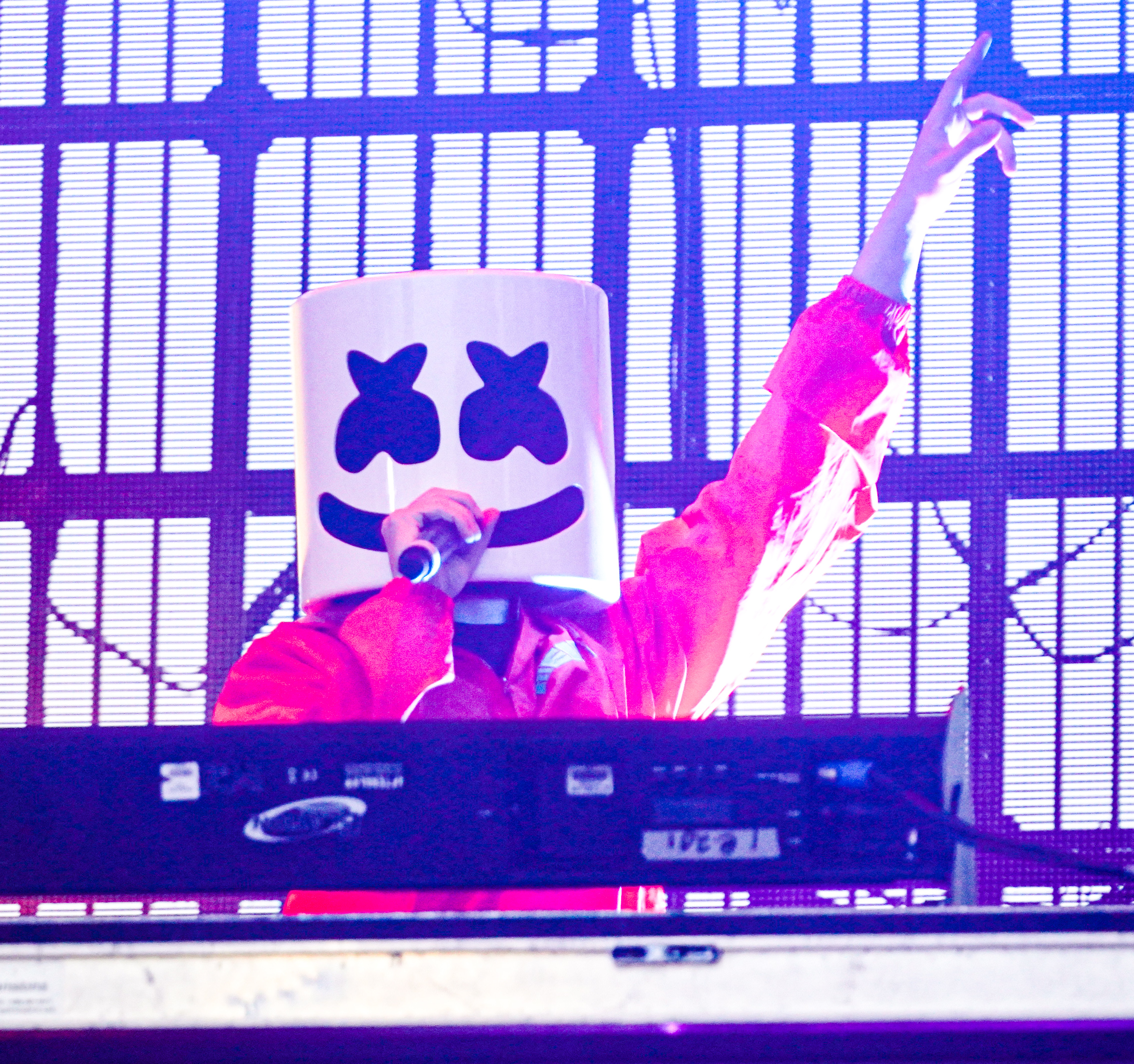
Capital Pride Festival & Concert 2019

2018年8月18日、イギリスのバンドであるバスティルとのコラボ曲「Happier」をリリースした。この曲はBillboard Hot 100、全英シングルチャートでともに2位を記録し、両国で最も良いチャート成績を記録した楽曲となった。他にもカナダ、ラトビア、レバノン、シンガポール、メキシコで1位を記録しており、オーストラリアとカナダではダブルプラチナ認定を受けた。2018年9月には、エジプトの歌手アムル・ディアブとのコラボ曲「Bayen Habeit」をリリースし、初めて英語以外の言語のみで歌唱される楽曲を制作した。
2019年1月、『フォートナイト』とコラボすることが発表され、ゲーム内でコンサートを開催するとともに、関連するグッズを発売した。2019年2月2日と3日の2日間に渡ってバーチャルコンサートがオンライン上で開催され、初日には1000万人を超える同時接続人数を記録した。このライブの影響で、一時的にマシュメロの楽曲が世界中のチャートに再登場する事態が起こり、Billboard Hot 100において最高60位であった「Alone」の順位は、2019年2月16日付けのチャートで28位にまで上昇している。また「Alone」および「Happier」は、Japan Hot 100においてもそれぞれ39位、44位を記録し、最高順位を塗り替えた。
2019年3月8日、スコットランドのバンド、CHVRCHESをフィーチャーした楽曲「Here with Me」をリリースした。この曲はBillboard Hot 100で31位を記録し、イギリスおよびオーストラリアでトップ10入りを果たした。2019年3月には、幕張メッセと神戸ワールド記念ホールで自身初の大型来日公演を開催。スラッシーなどのDJも参加し、2日間で延べ2万5000人の動員数を記録した。2019年6月14日には、アメリカのバンド、ア・デイ・トゥ・リメンバーとのコラボ曲である「Rescue Me」をリリースした。この曲はサードアルバムである『Joytime III』の最初のシングルとしてリリースされた。アルバム「Joytime III」は2019年7月2日にリリースされ、Billboard 200で50位を記録した。
2021年6月、「Joytime III」に続くアルバム『Shockwave』をリリースした。このアルバムの名前をそのまま使用した楽曲「Shockwave」、ジューシーJをフィーチャーした「Hitta」、DJスリンクとコラボした「Back It Up」などを含めた12曲が収録された。また、これをきっかけにマシュメロ自身初のグラミー賞ノミネートを果たした。このアルバムは、後に日本で初めてCD化された。
2022年からザ コカ・コーラ カンパニーとコラボし限定商品が発売。同年7月1日より日本でも期間限定発売された。

## アーティスト性

### 音楽性
マシュメロの作る音楽は、シンセベースを用いたEDMを基本としており、重いグルーヴが特徴的である。ジャンルとしては、フューチャーバウンズが主体を占めており、しばしばフューチャーベースに影響されることもある。『SPIN』のMichaelangelo Matosは、マシュメロの音楽性について「彼の音楽は特定のスタイルに囚われるのではなく、いわばヒット作の"集大成"のようなものだ。」と分析した。SingのYoshiharu Kobayashiは、現代のEDMが初期のEDMと比べてポップに影響されていると述べ、マシュメロが「現代のEDMにおいて、もっとも目を見張るべき才能を発揮している存在だ。」と評した。

### デッドマウスの影響と確執

ネズミマスクのDJデッドマウス

マシュメロの白いマスクで顔を隠すというスタイルは、カナダの覆面DJであるデッドマウスに触発されたものである。芸名のMarshmelloは「Marshmallow（マシュマロ）」になぞってスペルを代替したものであるが、これもデッドマウスの芸名が「Dead Mouse（デッド・マウス）」のスペルを代替してつけられたという理由に由来している。
そんな自身に多大な影響をもたらしているデッドマウスだが、2016年6月19日に開催された「Electric Daisy カーニバル 2016」で、マシュメロが行った「オランダのDJティエストがマシュメロの恰好をして舞台に上がり、マスクを外して観客を驚かせる」というドッキリに対し、Deadmau5がTwitter上で「クソだった」と非難したため、それから2人は険悪な関係が続いている。

### YouTubeでの活動
マシュメロはYouTuberとしても活動しており、「ゲーミングwithマシュメロ」および「クッキングwithマシュメロ」という2つのシリーズ動画を随時公開している。中にはアメリカの歌手ポーラ・アブドゥルなどの著名人がゲストとして訪れることもあり、アン・マリーとコラボしたクッキング動画は、2019年12月時点で2000万回再生を記録している。動画の音声はナレーションと効果音、ゲーム内の音声などで構成され、多くの場合マシュメロやコラボ相手の声は録音されず、料理方法の説明の際などには身体言語が使用される。

### Joytime Collectiveでの活動
マシュメロは自身のオリジナルレコードレーベルである、「Joytime Collective」の運営者であり、彼の楽曲の多くにこのラベルがつけられている。初期はマシュメロが制作に関わった楽曲のみにJoytime Collectiveのラベルがつけられていたが、2020年10月9日にPapa khanの楽曲、「Rain」が同レーベルからリリースされており、他アーティストの楽曲配信も始めていたことが明らかとなった。その4年後の2024年には、トラップの楽曲を制作しているViperactiveと共に活動を開始しており、同年12月6日、Viperactive初の音楽アルバム「Bout to break」がJoytime Collectiveからリリースされた。

## 慈善活動
2018年6月、アメリカのストリーマーであるNinjaとともに、Fortniteのチャリティートーナメントで優勝し、賞金100万ドル（当時の日本円で約1億900万円）を獲得した。この賞金から半分の50万ドルを、チャリティ団体であるKIND（弁護が必要な難民の子どもたちの組織）に寄付した。
2018年10月、シングル「Happier」で犬をテーマにしたミュージックビデオを公開し、これをきっかけにアメリカ動物虐待防止協会のキャンペーン「#FindYourFido（あなたの犬を見つけよう）」で、保護犬の譲渡を推進する支援活動を行った。

## ディスコグラフィー

### スタジオ・アルバム
| 年                                        | タイトル    | アルバム詳細                                                                                      | チャート最高位 | チャート最高位 | チャート最高位 | チャート最高位 | チャート最高位 | チャート最高位 | チャート最高位 | チャート最高位 | チャート最高位 | チャート最高位 |
| 年                                        | タイトル    | アルバム詳細                                                                                      | US             | US Dance       | US Heat.       | US Ind.        | US Latin       |                |                |                |                |                |
| ----------------------------------------- | ----------- | ------------------------------------------------------------------------------------------------- | -------------- | -------------- | -------------- | -------------- | -------------- | -------------- | -------------- | -------------- | -------------- | -------------- |
| 2016                                      | Joytime     | - 発売日: 2016年1月8日 - 出典: Joytime Collective - フォーマット: Digital download, streaming     | —              | 5              | 14             | 41             | ー             |                |                |                |                |                |
| 2018                                      | Joytime II  | - 発売日: 2018年6月22日 - 出典: Marshmello - フォーマット: Digital download, streaming            | 165            | 1              | 6              | 21             | ー             |                |                |                |                |                |
| 2019                                      | Joytime III | - 発売日:2019年7月2日 - 出典: Joytime Collective - フォーマット: Digital download, streaming      | 50             | 1              | —              | 29             | ー             |                |                |                |                |                |
| 2021                                      | Shockwave   | - 発売日:2021年6月11日 - 出典: Joytime Collective - フォーマット: Digital download, streaming, cd | ー             | 3              | ー             | 44             | ー             |                |                |                |                |                |
| 2023                                      | Sugar Papi  | - 発売日:2023年11月3日 - 出典: Joytime Collective - フォーマット: Digital download, streaming     | 97             | 1              | ー             | ー             | 9              |                |                |                |                |                |
| "—"は未発売またはチャート圏外を意味する。 |             |                                                                                                   |                |                |                |                |                |                |                |                |                |                |

### シングル
| 年                                        | タイトル                                             | チャート最高位 | チャート最高位 | チャート最高位 | チャート最高位 | チャート最高位 | チャート最高位 | チャート最高位 | チャート最高位 | チャート最高位 | チャート最高位 | 認定 | 収録アルバム               |
| 年                                        | タイトル                                             | US             | US Dance       | AUS            | BEL (FL)       | CAN            | GER            | NOR            | NZ             | SWE            | UK             | 認定 | 収録アルバム               |
| ----------------------------------------- | ---------------------------------------------------- | -------------- | -------------- | -------------- | -------------- | -------------- | -------------- | -------------- | -------------- | -------------- | -------------- | --- | -------------------------- |
| 2015                                      | Keep It Mello (featuring Omar LinX)                  | —              | 25             | —              | —              | —              | —              | —              | —              | —              | —              | - RIAA: ゴールド | Joytime                    |
| 2016                                      | Colour                                               | —              | —              | —              | —              | —              | —              | —              | —              | —              | —              | |                            |
| 2016                                      | Alone                                                | 28             | 3              | —              | —              | 11             | —              | —              | —              | —              | 61             | - RIAA: プラチナ×2 - CAN: プラチナ | Monstercat 027 – Cataclysm |
| 2016                                      | Magic                                                | —              | —              | —              | —              | —              | —              | —              | —              | —              | —              | |                            |
| 2016                                      | Freal Luv (with Far East Movement, Tinashe,Chanyeol) | —              | 20             | —              | —              | —              | —              | —              | —              | —              | —              | | Identity                   |
| 2016                                      | Ritual (featuring Wrable)                            | —              | 11             | —              | —              | 82             | —              | —              | —              | —              | —              | |                            |
| 2017                                      | Chasing Colors (with Ookay featuring Noah Cyrus)     | —              | 8              | —              | —              | 49             | —              | —              | —              | —              | —              | |                            |
| 2017                                      | Twinbow (with Slushii)                               | —              | —              | —              | —              | —              | —              | —              | —              | —              | —              | |                            |
| 2017                                      | Moving On                                            | —              | 13             | —              | —              | —              | —              | —              | —              | —              | —              | |                            |
| 2017                                      | Love U                                               | —              | 14             | —              | —              | —              | —              | —              | —              | —              | —              | |                            |
| 2017                                      | Silence (featuring Khalid)                           | 30             | 1              | 5              | 5              | 7              | 6              | 2              | 3              | 5              | 3              | - RIAA: プラチナ×2 - ARIA: プラチナ×5 - BEA: プラチナ×2 - BPI: プラチナ×2 - BVMI: プラチナ - GLF: プラチナ×4 - CAN: プラチナ×3 - RMNZ: プラチナ×2 |                            |
| 2017                                      | You & Me                                             | —              | 19             | —              | —              | —              | —              | —              | —              | —              | —              | |                            |
| 2017                                      | Wolves (with Selena Gomez)                           | 20             | 1              | 5              | 7              | 7              | 11             | 5              | 10             | 7              | 9              | - RIAA: プラチナ×2 - ARIA: プラチナ×3 - BEA: プラチナ - BPI: プラチナ - BVMI: プラチナ - GLF: プラチナ×2 - CAN: プラチナ×3 - RMNZ: プラチナ       | SG2                        |
| 2018                                      | Spotlight (with Lil Peep)                            | —              | —              | —              | —              | 73             | —              | —              | —              | 61             | 74             | |                            |
| 2018                                      | FRIENDS (with Anne-Marie)                            | 11             | —              | 4              | 3              | 5              | 1              | 4              | 6              | 5              | 4              | - RIAA: プラチナ×2 - ARIA: プラチナ×2 - BEA: プラチナ - BPI: プラチナ×2 - BVMI: プラチナ - CAN: プラチナ×4 - RMNZ: プラチナ                       | Speak Your Mind            |
| 2018                                      | Everyday (with Logic)                                | 29             | —              | 38             | —              | 15             | 48             | 20             | 36             | 34             | 46             | - RIAA: ゴールド - BPI: シルバー - CAN: プラチナ                                                                                                  | Bobby Tarantino II         |
| 2018                                      | Fly (featuring Leah Culver)                          | —              | 7              | —              | —              | —              | —              | —              | —              | —              | —              | |                            |
| 2018                                      | You Can Cry (with Juicy J featuring James Arthur)    | —              | 7              | —              | —              | —              | —              | —              | —              | —              | 91             | |                            |
| 2018                                      | Tell Me                                              | —              | 15             | —              | —              | —              | —              | —              | —              | —              | —              | | Joytime II                 |
| 2018                                      | Check This Out                                       | —              | 10             | —              | —              | 86             | —              | —              | —              | —              | —              | | Joytime II                 |
| 2018                                      | Happier (with Bastille)                              | 2              | 1              | 3              | 7              | 2              | 9              | 7              | 3              | 4              | 2              | - RIAA: プラチナ×5 - ARIA: プラチナ×6 - BEA: ゴールド - BPI: プラチナ - BVMI: ゴールド - GLF: ゴールド - CAN: プラチナ×6 - RMNZ: プラチナ×2       |                            |
| 2018                                      | Bayen Habeit (In Love) (with Amr Diab)               | —              | —              | —              | —              | —              | —              | —              | —              | —              | —              | |                            |
| 2018                                      | Project Dreams (with Roddy Ricch)                    | —              | —              | —              | 83             | —              | —              | —              | —              | —              | —              | |                            |
| 2019                                      | Biba (with Pritam featuring Shirley Setia)           | —              | 31             | —              | —              | —              | —              | —              | —              | —              | —              | |                            |
| 2019                                      | Sell Out (with Svdden Death)                         | —              | 36             | —              | —              | —              | —              | —              | —              | —              | —              | |                            |
| 2019                                      | Here with Me (featuring Chvrches)                    | 31             | 3              | 9              | 20             | 15             | 49             | 28             | 24             | 39             | 9              | - ARIA: プラチナ - BEA: ゴールド - BPI: ゴールド - CAN: プラチナ - RIAA: プラチナ                                                                 |                            |
| 2019                                      | Light It Up (with Tyga, Chris Brown)                 | 90             | —              | 60             | —              | 75             | 77             | —              | —              | 55             |                | |                            |
| 2019                                      | Rescue Me (featuring A Day to Remember)              | 92             | 5              | —              | —              | —              | —              | —              | —              | —              | —              | | Joytime III                |
| 2019                                      | One Thing Right (with Kane Brown)                    | 36             | —              | 4              | 71             | 12             | 71             | —              | —              | 92             | 76             | - ARIA: プラチナ×2 |                            |
| 2019                                      | Room to Fall (with Flux Pavilion featuring Elohim)   | 92             | 5              | —              | —              | —              | —              | —              | —              | —              | —              | | Joytime III                |
| 2019                                      | Tongue Tied (with Yungblud, Blackbear)               | —              | —              | —              | —              | —              | 100            | —              | —              | —              | 62             | |                            |
| "—"は未発売またはチャート圏外を意味する。 |                                                      |                |                |                |                |                |                |                |                |                |                | |                            |

## 受賞とノミネート
| 年   | 賞                                         | 賞名                                        | ノミネート対象          | 結果       | Ref.            |
| ---- | ------------------------------------------ | ------------------------------------------- | ----------------------- | ---------- | --------------- |
| 2017 | WDM・ラジオ・アワード                      | 最優秀ニュータレント                        | Marshmello              | ノミネート | [ 90 ]          |
| 2017 | WDM・ラジオ・アワード                      | 最優秀トレンドトラック                      | Alone                   | ノミネート | [ 90 ]          |
| 2017 | ラジオ・ディズニー・ミュージック・アワード | 最優秀ダンストラック                        | Alone                   | ノミネート | [ 91 ]          |
| 2017 | リミックス・アワード                       | 最優秀トラップリミックス                    | Alarm(Marshmello remix) | ノミネート | [ 92 ]          |
| 2017 | リミックス・アワード                       | 最優秀ユーズ・オブ・ボーカル                | Alarm(Marshmello remix) | 受賞       | [ 92 ]          |
| 2017 | MTV・ウッディズ                            | ウッディ・トゥ・ウォッチ                    | Marshmello              | ノミネート | [ 93 ]          |
| 2017 | エレクトロニック・ミュージック・アワード   | 今年のニューアーティスト                    | Marshmello              | ノミネート | [ 94 ] [ 95 ]   |
| 2018 | ビルボード・ミュージック・アワード         | 最優秀ダンス / エレクトロニックアーティスト | Marshmello              | ノミネート | [ 96 ]          |
| 2018 | ラジオ・ディズニー・ミュージック・アワード | 今年の曲                                    | Wolves                  | ノミネート | [ 97 ]          |
| 2018 | ラジオ・ディズニー・ミュージック・アワード | 今年のブレイクアーティスト                  | Marshmello              | ノミネート | [ 97 ]          |
| 2018 | ラジオ・ディズニー・ミュージック・アワード | 最優秀ダンストラック                        | Silence                 | ノミネート | [ 97 ]          |
| 2018 | ティーン・チョイス・アワード               | エレクトロニック / ダンスアーティスト       | Marshmello              | ノミネート | [ 98 ]          |
| 2018 | ティーン・チョイス・アワード               | ブレイクアーティスト                        | Marshmello              | ノミネート | [ 98 ]          |
| 2018 | ティーン・チョイス・アワード               | エレクトロニック / ダンスソング             | Friends                 | ノミネート | [ 98 ]          |
| 2018 | MTVヨーロッパ・ミュージック・アワード      | 最優秀エレクトロニック                      | Marshmello              | 受賞       | [ 99 ]          |
| 2019 | アイハートラジオ・ミュージック・アワード   | 最優秀ニューポップアーティスト              | Marshmello              | 受賞       | [ 100 ]         |
| 2019 | アイハートラジオ・ミュージック・アワード   | 今年のダンスアーティスト                    | Marshmello              | 受賞       | [ 100 ]         |
| 2019 | 国際ダンス・ミュージック・アワード         | ベストソング                                | Happier                 | 受賞       | [ 101 ] [ 102 ] |
| 2019 | ビルボード・ミュージック・アワード         | 最優秀ダンス / エレクトロニックアーティスト | Marshmello              | ノミネート | [ 103 ]         |
| 2019 | ビルボード・ミュージック・アワード         | 最優秀コラボレーション                      | Happier                 | ノミネート | [ 103 ]         |
| 2019 | ビルボード・ミュージック・アワード         | 最優秀ダンス / エレクトロニックソング       | Happier                 | ノミネート | [ 103 ]         |

### DJ Magazine の トップ100 DJs
| 年   | 順位 | Ref.    |
| ---- | ---- | ------- |
| 2016 | 28   | [ 104 ] |
| 2017 | 10   | [ 104 ] |
| 2018 | 10   | [ 104 ] |
| 2019 | 5    | [ 104 ] |
| 2020 | 11   | [ 104 ] |
| 2021 | 13   | [ 104 ] |
| 2022 | 26   | [ 104 ] |
| 2023 | 35   | [ 104 ] |
| 2024 | 34   | [ 104 ] |